# Cleptoparasitismo

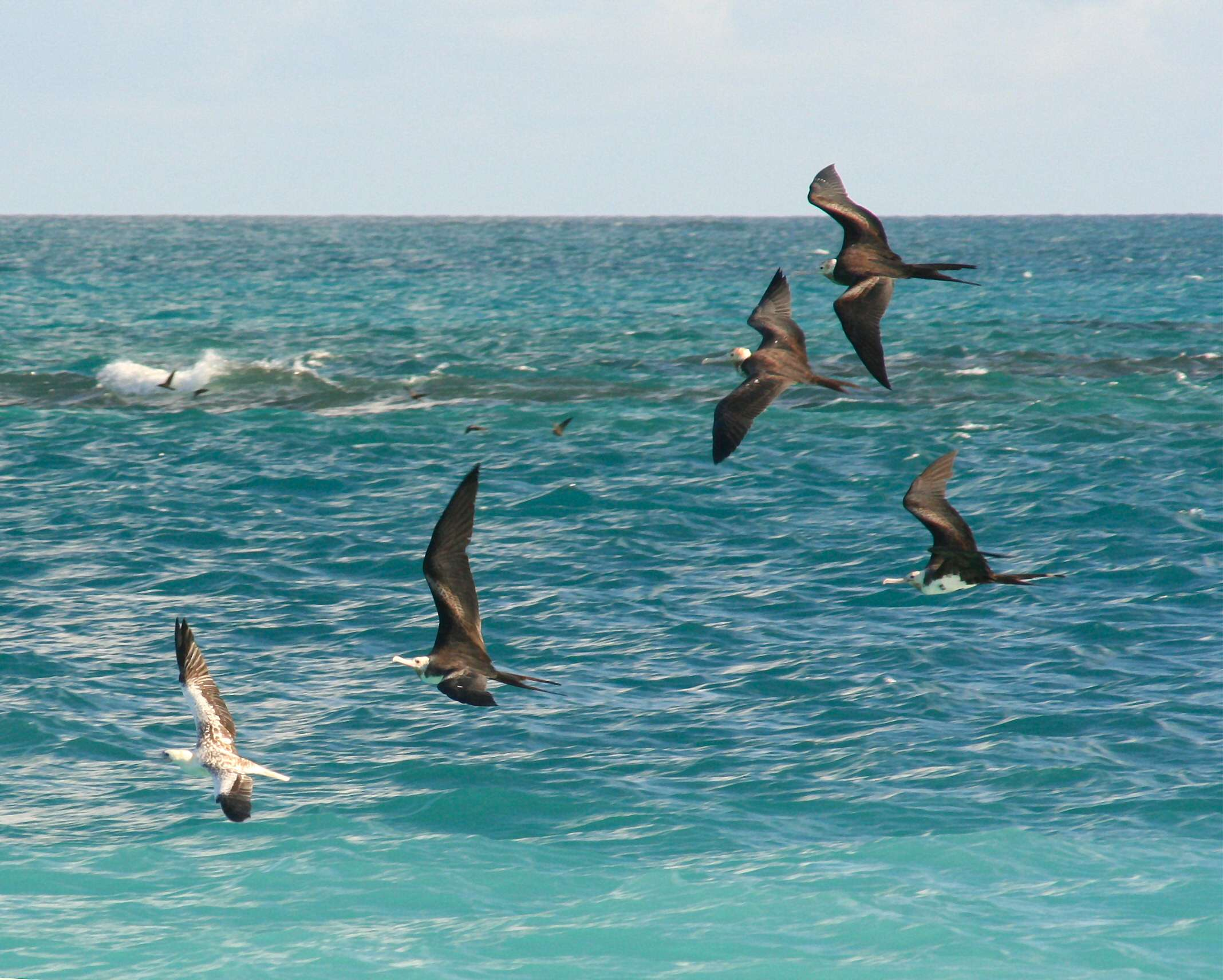
Rabihorcados Grandes persiguen a un piquero patirrojo para robarle su alimento.

Cleptoparasitismo (literalmente, parasitismo por robo) es una forma de alimentación en la que un animal se aprovecha de presas o alimentos que otro animal ha capturado, colectado, matado, o preparado. También puede referirse al "robo" de materiales de nido u otros objetos inanimados de un animal por otro. El cleptoparásito gana tanto por obtener la presa u otro objeto que no puede obtener por sí mismo, o por ahorro del tiempo y el esfuerzo requerido para obtenerlo. Sin embargo, el cleptoparásito puede correr el riesgo de ser herido por su víctima si esta es capaz de defender su propiedad.
El cleptoparasitismo puede ser intraespecífico, donde el parásito es de la misma especie que su víctima, o interespecífico donde el parásito es de diferente especie. En el último caso los parásitos son comúnmente de parentesco cercano con el organismo al que parasitan ("regla de Emery"). 
Los animales que tienen métodos de alimentación extraordinariamente especializados a menudo son afectados por cleptoparasitismo. Por ejemplo, los ostreros son capaces de algo inusual, abrir las conchas de almejas; los ostreros adultos sufren cleptoparasitismo intraespecífico de parte de los juveniles que todavía no son suficientemente fuertes o hábiles como para abrir almejas fácilmente. Las aves buceadoras que traen a la superficie sus presas sufren cleptoparasitismo interespecífico de parte de gaviotas, las cuales son incapaces de atrapar por sí mismas peces del fondo marino.

## Artrópodos

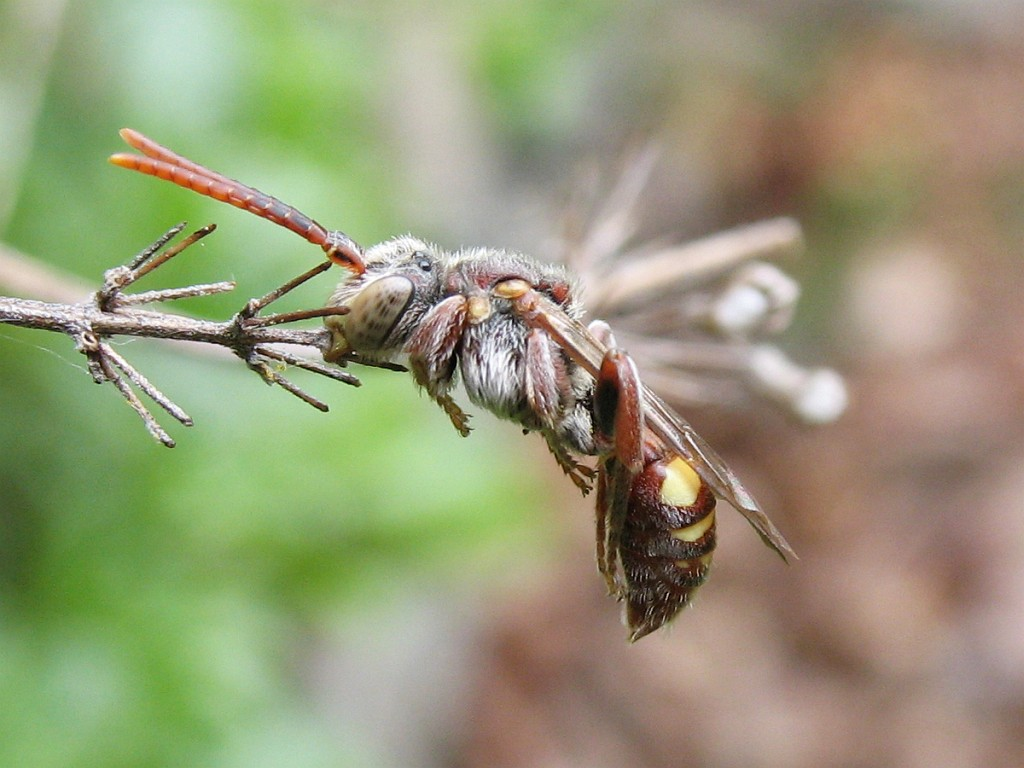
Una abeja cuco del género Nomada.

### Abejas y avispas
Hay muchos linajes diferentes de abeja cuco, todas depositan sus huevos en las celdas de cría de otras abejas. Existe también una familia de avispas cuco, muchas de las cuales ponen sus huevos en los nidos de las avispas alfareras Eumeninae, y avispas cavadoras Sphecidae y Crabronidae; muchos otros linajes de avispas en varias familias han evolucionado hábitos similares. Estos insectos son mencionados normalmente como "cleptoparásitos" en vez de parásitos de puesta. La diferencia es que el término "parásito de puesta" es restringido generalmente a los casos donde el parásito inmaduro es alimentado directamente por el adulto hospedero, y criado como si fuera un descendiente del hospedero (como es común en las aves). Tales casos son virtualmente desconocidos en abejas y avispas, las que tienden a proveer todo el alimento para la larva antes de poner el huevo. Solo en unos pocos casos excepcionales (como en los abejorros parásitos) va una abeja o una avispa a alimentar activamente una larva que no es de su propia especie. La diferencia es solo en la naturaleza de la interacción por la cual la transferencia de los recursos ocurre (engañando al hospedero para que entregue alimento en vez de robar por la fuerza o a escondidas), y es por esto que el parasitismo de puesta es considerado una forma especial de cleptoparasitismo.
| Género del huésped | Género y subgénero del parásito |
| ------------------ | ------------------------------- |
| Bombus             | Bombus (Psithyrus)              |
| Anthophora         | Melecta, Zacosmia               |
| Amegilla           | Thyreus                         |
| Megachile          | Coelioxys                       |

### Moscas

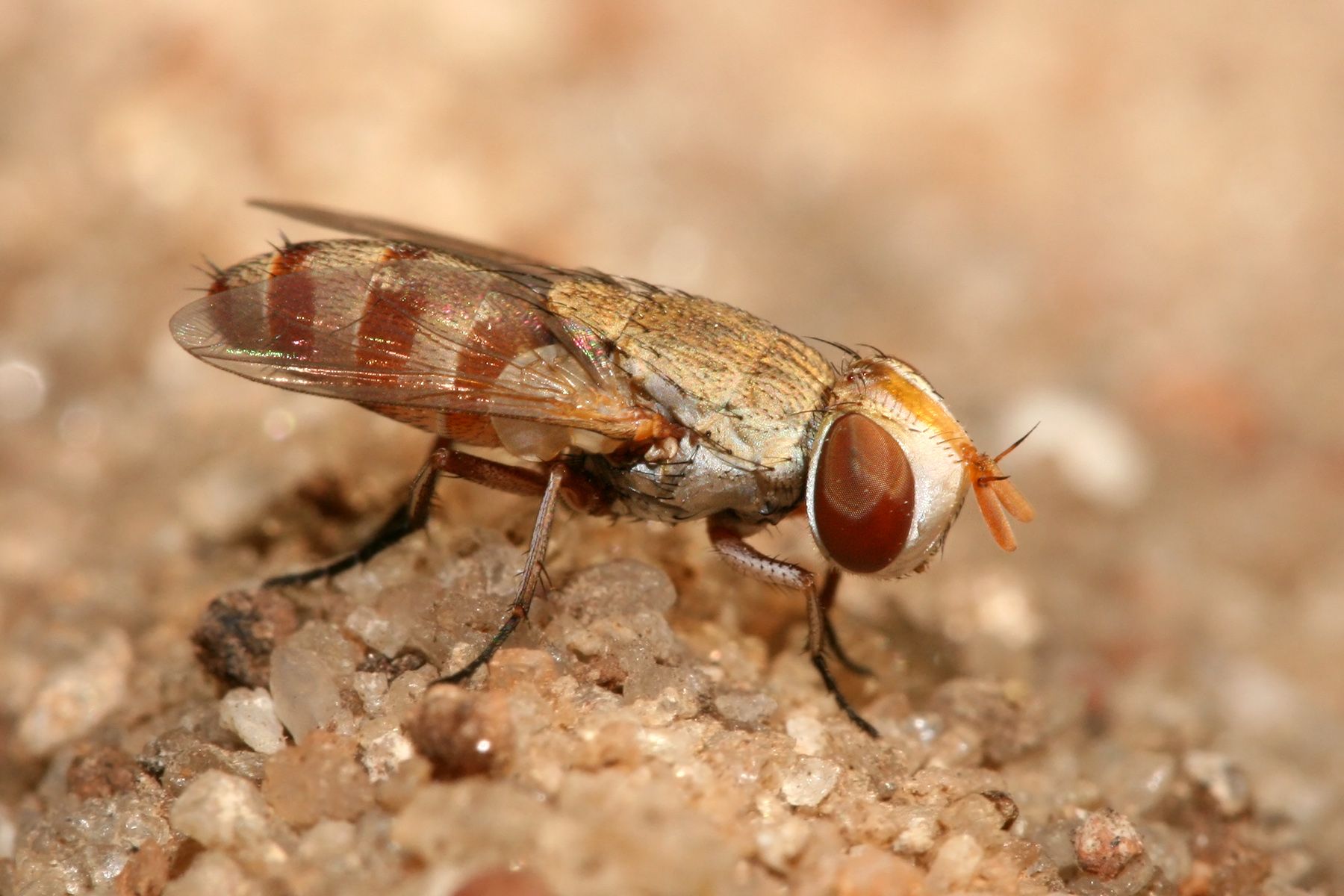
Las moscas Craticulina son parásitas de avispas de la arena, depositando sus larvas en el alimento reservado para las larvas de la avispa.

Algunas moscas son cleptoparásitas. Esto incluye a varias moscas de las familias Chloropidae y Milichiidae. Algunos adultos milichiidos, por ejemplo, visitan las telas de arañas donde se alimentan de los restos a medio comer de chinches Pentatomidae. Otras están asociadas con moscas predadoras (Asilidae). Moscas del género Bengalia (Calliphoridae) roban alimentos y pupas transportadas por hormigas y a menudo se las encuentra al acecho junto a sus rutas de alimentación. Especies del género Liohippelates ovopositan en los nidos de avispas que anidan en el suelo (Stictia). Al eclosionar, las larvas de la mosca se alimentan de las presas depositadas por la avispa sin que esto perjudique significativamente a la larva de la misma.

### Escarabajos
Los escarabajos peloteros mueven grandes cantidades de estiércol para hacer sus nidos. Algunas especies no transportan el material sino que hacen túneles in-situ. Hay especies de escarabajos que parasitan a unos o a los otros. Los del género Cleptocaccobius parasitan a los escarabajos rodadores. Los del género Pedaria aprovechan el estiércol acumulado por los que hacen túneles.

### Chinches

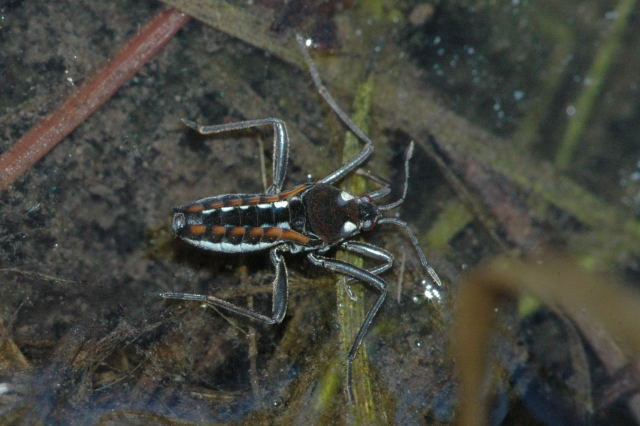
Velia caprai (Ardenas, Bélgica).

Muchas chinches semiacuáticas (Heteroptera) practican el cleptoparasitismo de presas. En un estudio, cada vez que la chinche Velia caprai (una heteróptera patinadora de agua Veliidae) atrapaba presas más pesadas que 7,9 g, otras chinches de la misma especie llegaban y comían exitosamente partes de la presa.

### Hormigas
Vea la hormiga amazónica Polyergus (en Wiki en inglés).

### Arañas
Arañas cleptoparásitas, que roban o se alimentan de las presas capturadas por otras arañas, se conocen en cuatro familias:
- Theridiidae (especies de Argyrodes)
- Dictynidae (Archaeodictyna ulova)
- Salticidae (especies de Portia y Simaetha)
- Symphytognathidae (Curimagua bayano)
- Mysmenidae (Isela okuncana, Kilifia inquilina, y especies de Mysmenopsis).[7]

## Vertebrados

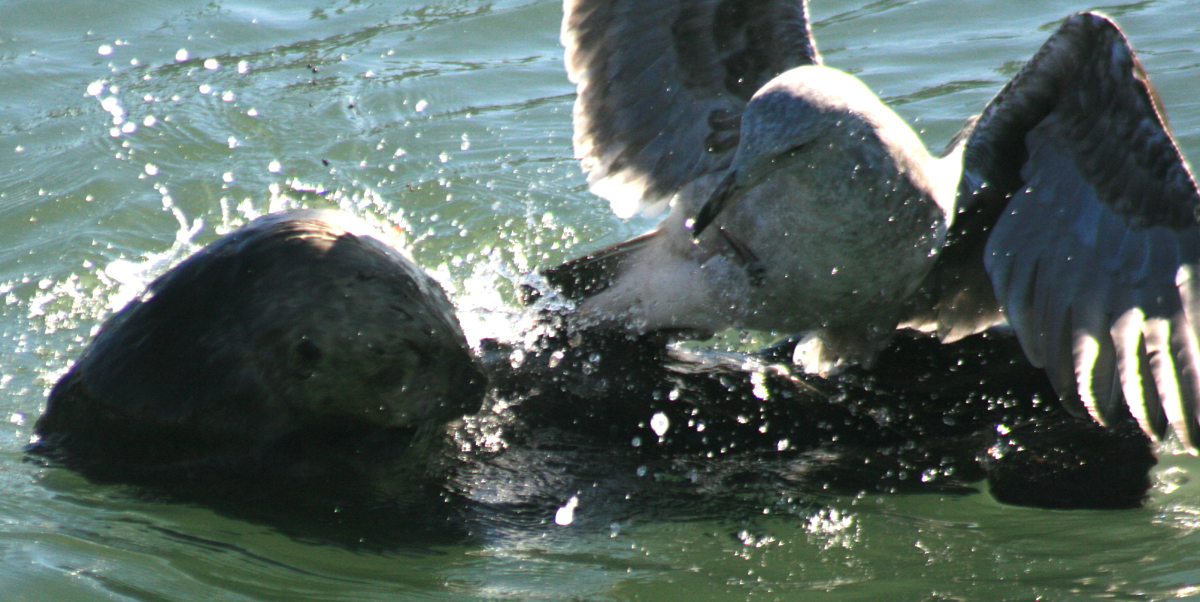
Esta gaviota probablemente está intentando robar la comida de una nutria marina.

### Aves
El cleptoparasitismo es relativamente poco común en las aves; la mayoría de las especies no practican esta piratería. Sin embargo, algunos grupos de aves no- paseriformes, como los págalos y los rabihorcados, se sirven extensivamente de este comportamiento para obtener alimento, y otras —incluyendo rapaces, gaviotas, charranes, fochas y algunos patos y limícolas— lo hacen de manera oportunista. Entre las especie oportunistas tales como el charrán rosado, la investigación ha encontrado que las parejas involucradas en cleptoparasitismo son más exitosas en la cría de descendencia que las que los individuos no cleptoparásitos. Las Águilas Calvas o Pigargos Americanos pueden también ser vistos atacando a repaces menores, tales como el Águila Pescadora, para robarles el pescado. Entre las aves paseriformes, existen menos ejemplos conocidos de cleptoparasitismo, aunque alcaudones enmascarados han sido vistos robar comida de collalbas, y mirlos comunes han sido vistos robar caracoles quebrados a otros zorzales.

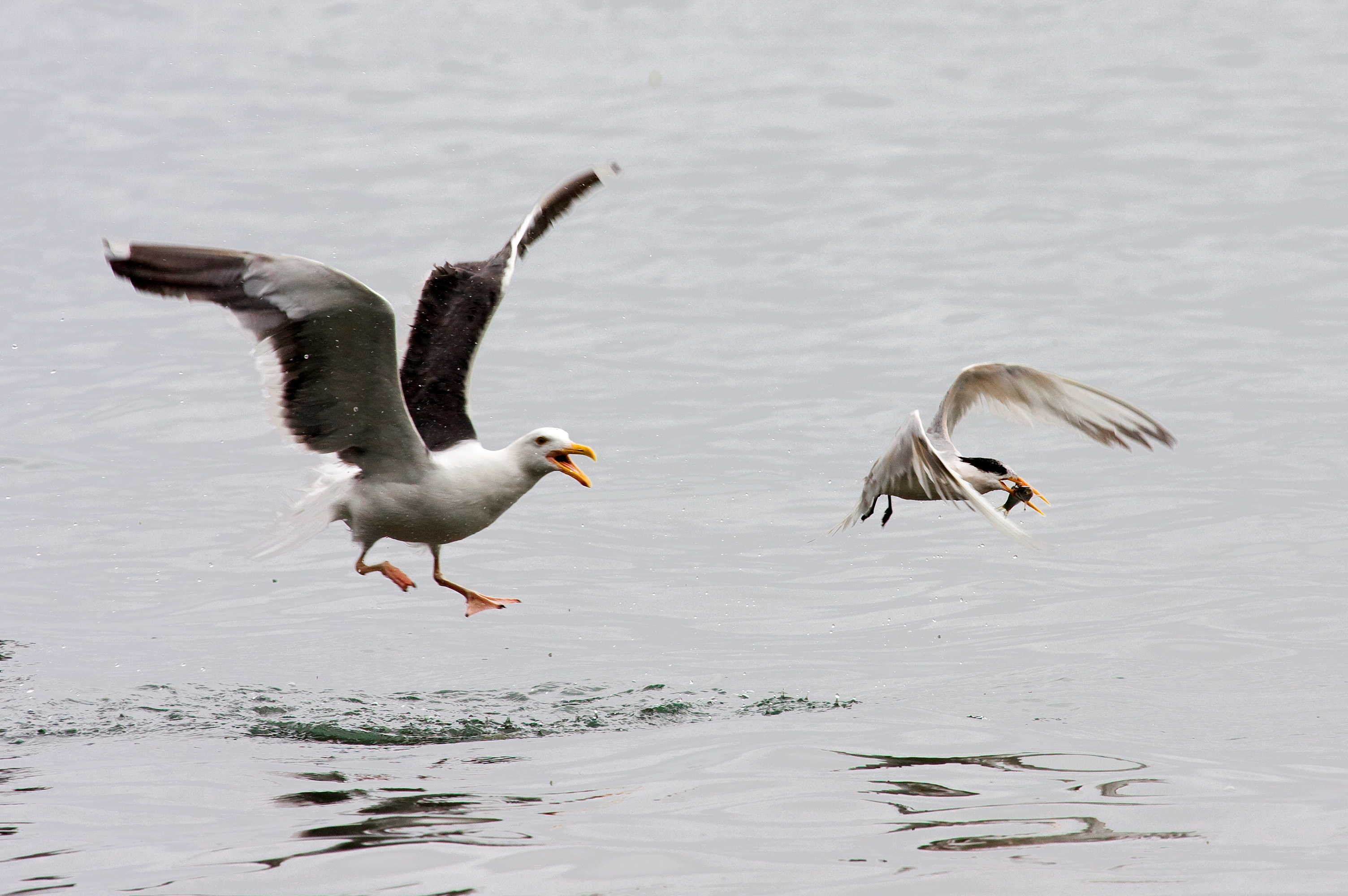
Gaviota occidental (Larus occidentalis) en persecución de un charrán elegante (Thalasseus elegans).

Los págalos son maestros de piratería. Sus víctimas típicamente son gaviotas y charranes, aunque otras especies pescadoras (incluyendo alcas) son también perseguidas hasta que sueltan su pesca. El hecho de que los págalos son voladores rápidos y ágiles—y que ellos actúan en bandada contra una sola víctima—ayudan en sus tasas de éxito.
Durante la estación de anidación de las aves marinas, los rabihorcados van a planear sobre las colonias de aves marinas anidantes, esperando que las progenitoras vuelvan al nido con alimento para su cría. Al aproximarse las aves que vuelve a su nido, los rabihorcados (que son rápidos y ágiles) bajan en picadas y los persiguen vigorosamente; se sabe que sujetan a los rabijuncos por las plumas de su larga cola. Un estudio sobre el rabihorcado magnífico sugiere que la cantidad de comida obtenida por cleptoparasitismo puede ser marginal.

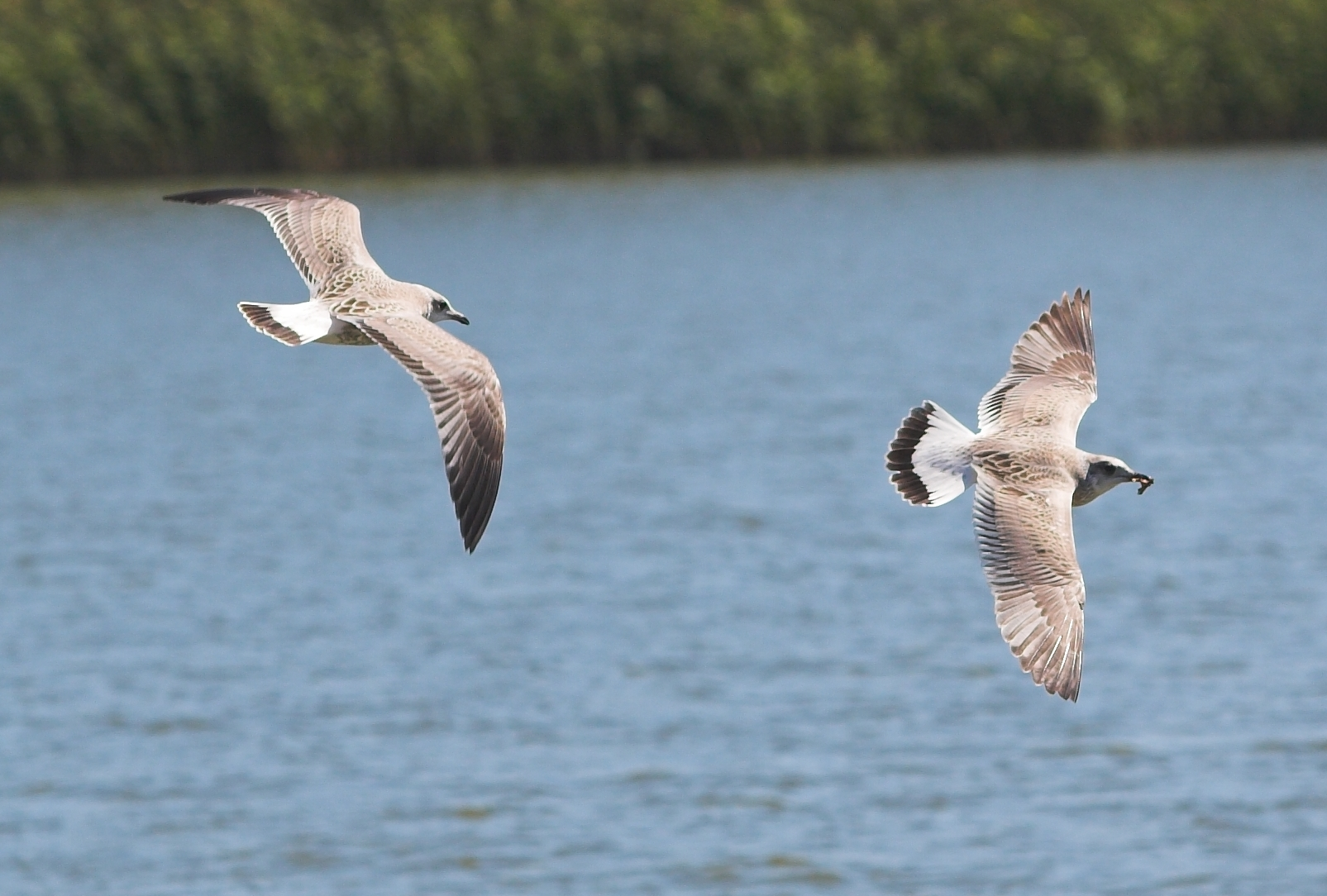
Parasitismo intraespecífico ocurre a menudo entre gaviotas.

Las gaviotas son a la vez victimarios y víctimas de cleptoparasitismo, con algunas especies mostrando frecuentemente este comportamiento, particularmente durante la estación de cría. Mientras la víctima es a menudo otro miembro de la misma especie, otras gaviotas (principalmente más pequeñas) y charranes son también atacados. En América, se sabe que la gaviota mexicana y la gaviota guanaguanare roban alimento del pelícano pardo; al subir a la superficie y vaciar de agua sus picos los pelícanos, las gaviotas los acechan alrededor y les arrebatan los alimentos que sobresalgan.
Varias especies de fochas y calamones han sido registradas involucrándose en cleptoparasitismo. La focha americana a menudo se alimenta en compañía de patos y ocasionalmente, cuando suben a la superficie con comida, les roba a los patos buceadores—incluyendo a porrón acollarado, porrón americano y porrón coacoxtle. La focha común le roba a otras de su misma especie, así como a patos buceadores y nadadores, y a cisnes. El calamoncillo africano le roba a sus coespecíficos y al gansito africano.

### Mamíferos
Dentro del orden carnivora, todas las especies de hienas se involucran en este comportamiento cuando les es posible.

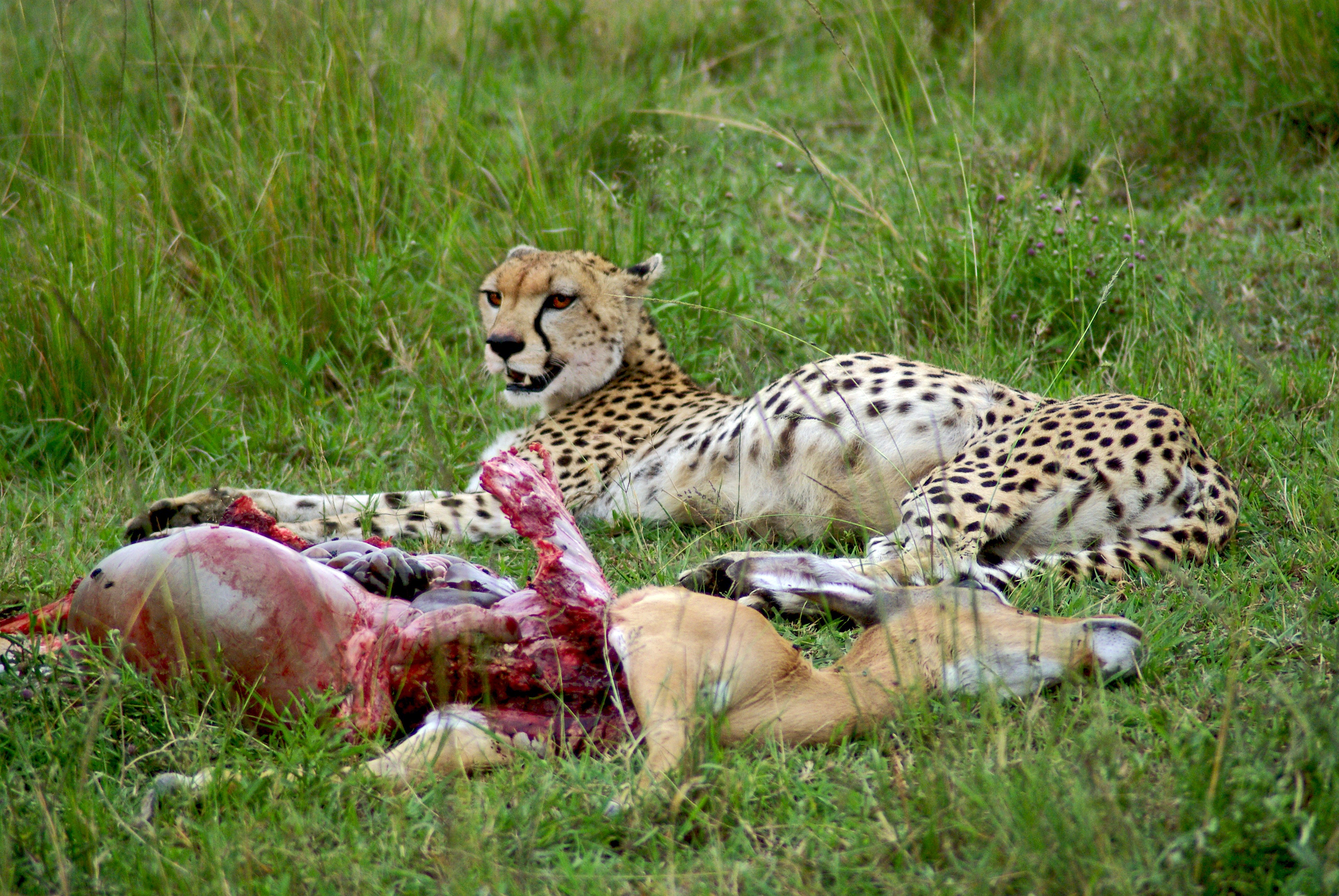
El guepardo ha matado un impala y comido parte. Ahora está digiriendo.
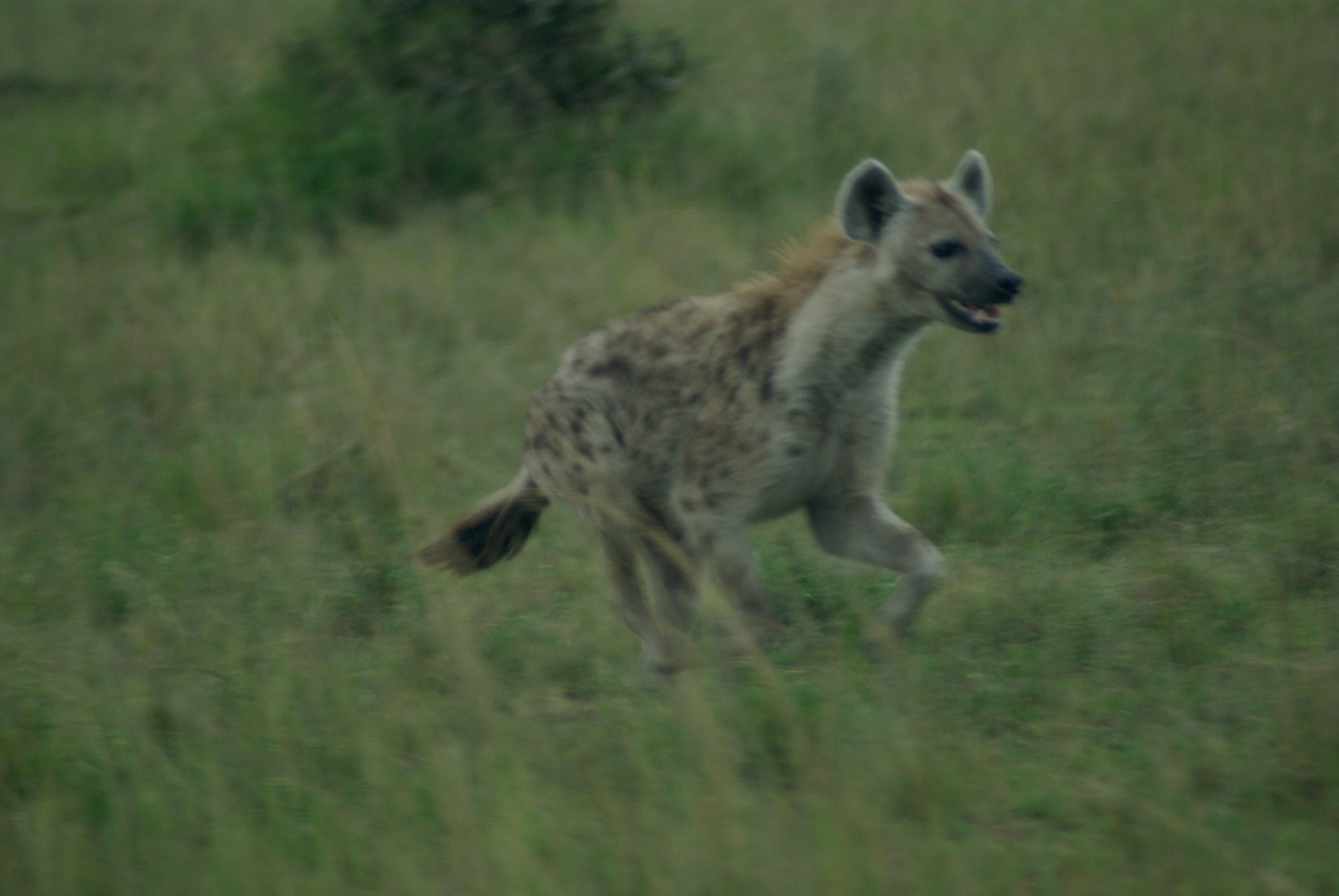
Tres minutos después: esta hiena manchada y otra corren hacia la carcasa.
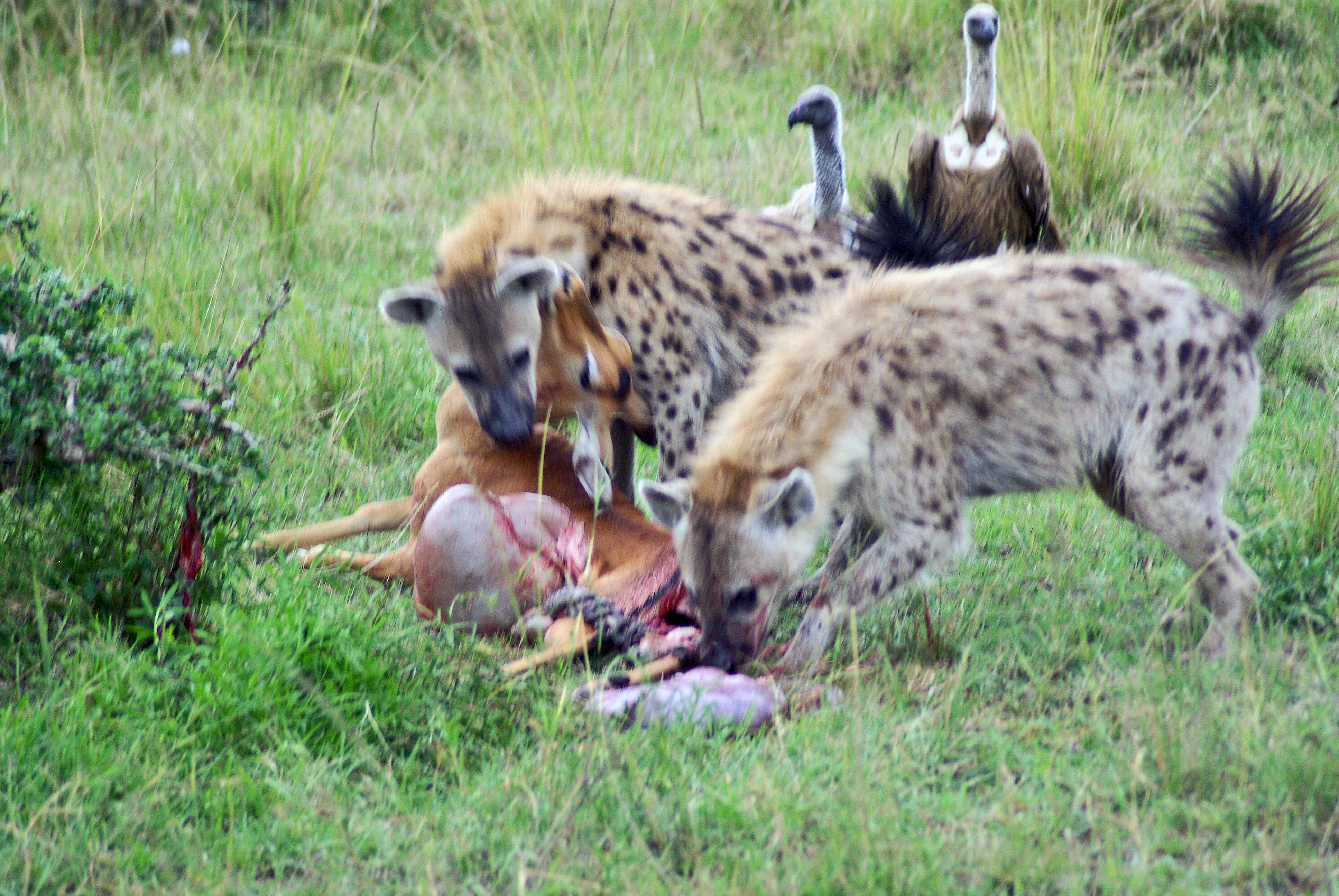
38 segundos después: el guepardo ha huido sin resistir.

Para el caso de Sudamérica, se ha reportado un caso en que el chingue o zorrillo de la puna logró desplazar a un puma de los restos de una llama que el felino había cazado.
Dentro del orden cetácea, los cachalotes ocasionalmente roban peces de los sedales de pescadores, lo que los hace los más grandes entre todos los cleptoparásitos.